# 549151 Serra-Ricart
549151 Serra-Ricart è un asteroide della fascia principale interna. Scoperto nel 2011, presenta un'orbita caratterizzata da un semiasse maggiore pari a 2,223544 UA e da un'eccentricità di 0,175298, inclinata di 4,473513° rispetto all'eclittica.
È dedicato a Miquel Serra-Ricart, astrofisico spagnolo.